# Colégio de Santa Inês
O Colégio de Santa Inês é uma escola católica no bairro do Bom Retiro, na cidade de São Paulo, e este foi fundado em 1907. O bairro do Bom Retiro é a marca de popularidade de culturas, raças e credos, e sua história tem grande parte de todos os vieses que compõem história da cidade de São Paulo.
No século XIX o bairro era local em que as famílias afastadas da cidade mantinham chácaras onde passavam o fim de semana. Uma das chácaras chamava-se “Bom Retiro”, que deu nome ao bairro.
O Colégio acompanhou grande parte dessas transformações culturais e sociais. Foi destinado, inicialmente, à educação evangélica de meninas, sob responsabilidade do Instituto das Filhas de Maria Auxiliadora, braço feminino da Congregação dos Salesianos. O edifício, que ocupa um quarteirão, é assinado pelo arquiteto italiano Domenico Delpiano (1883-1920), também da ordem salesiana, e tem referências ao estilo Art Nouveau(estilo preferido pela elite cafeeira).
Este tem como meta  a criação de uma sociedade igualitária e justa e o desenvolvimento social, por meio da educação da criança e do jovem e, de dar a esta parte da população oportunidades e instrumentos de desenvolvimento individual e coletivo. 

## História

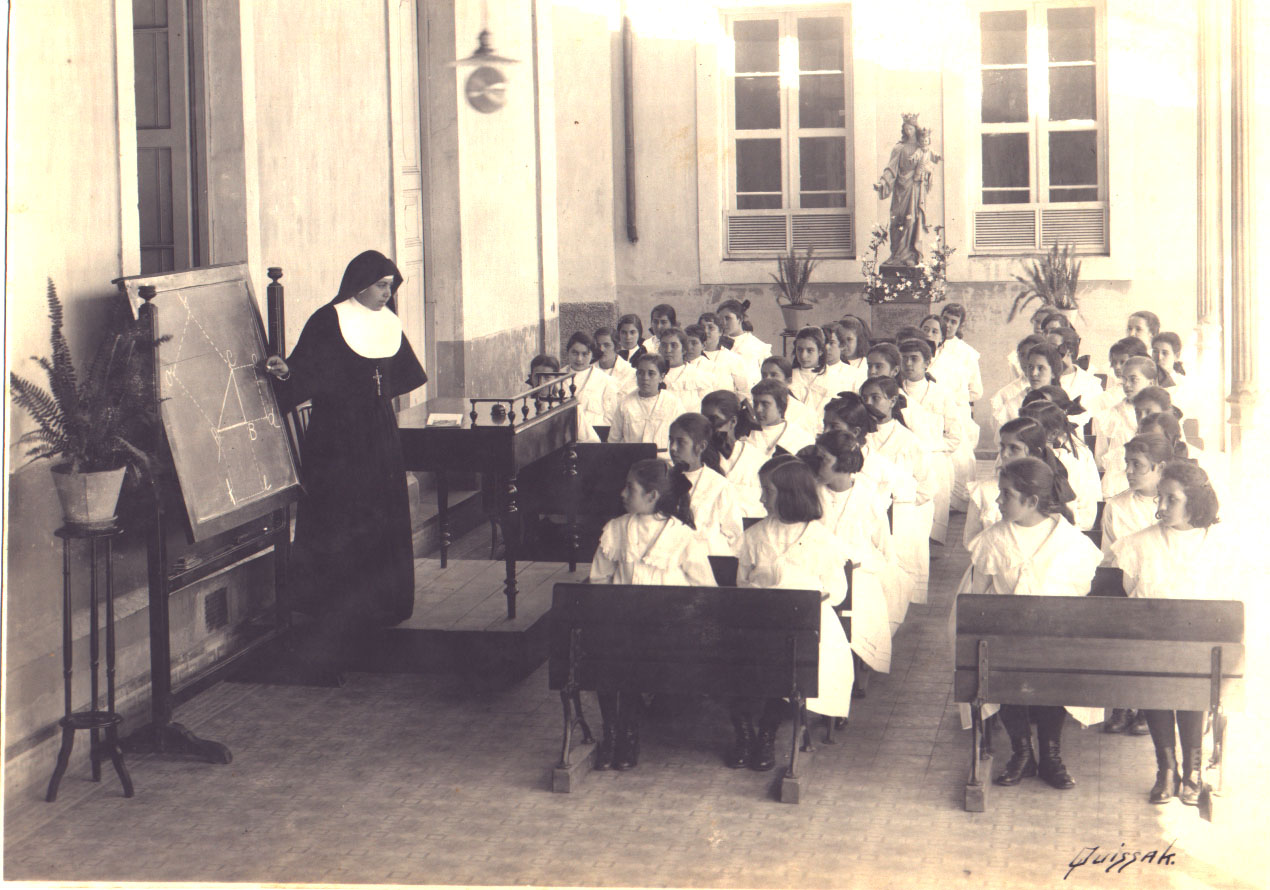
Aula de matemática no Colégio de Santa Inês em 1917.

No século XIX, a Igreja Católica passa por um processo de restauração, já que no início da Revolução Francesa entrou em decadência por estar associada às aristocracias. Na busca pela sua expansão e na luta contra o protestantismo iminente, direciona seus esforços à população mais necessitada proletária, e principalmente à difusão de seus ideais para países colonizados. É neste contexto em que surgem a Pia Sociedade de São Francisco de Sales, fundada por Dom Bosco, e o Instituto das Filhas de Maria Auxiliadora (1872), comandado por Maria Domenica Mazarello. Regidos pela Congregação dos Salesianos, ambos são voltados para a educação e profissionalização da juventude carente e catequese desta.
A situação da Igreja Católica no Brasil não diferia muito daquela encontrada na Europa. Com o intuito de legitimar a separação da Igreja e do Estado, assim obtendo maior poder e autonomia religiosa, instaurou-se a Reforma Católica no país, com grande apoio de instituições europeias. Em 1883, os primeiros salesianos desembarcam no Brasil, após longos diálogos com a coroa portuguesa, para assim instaurar os oratórios festivos e principalmente as instituições de ensino, fator que mais agradava o governo. Dentre os enviados para a missão, encontrava-se Domenico Delpiano, um leigo da Congregação, arquiteto responsável por projetar os grandes edifícios salesianos.

### Origem do colégio

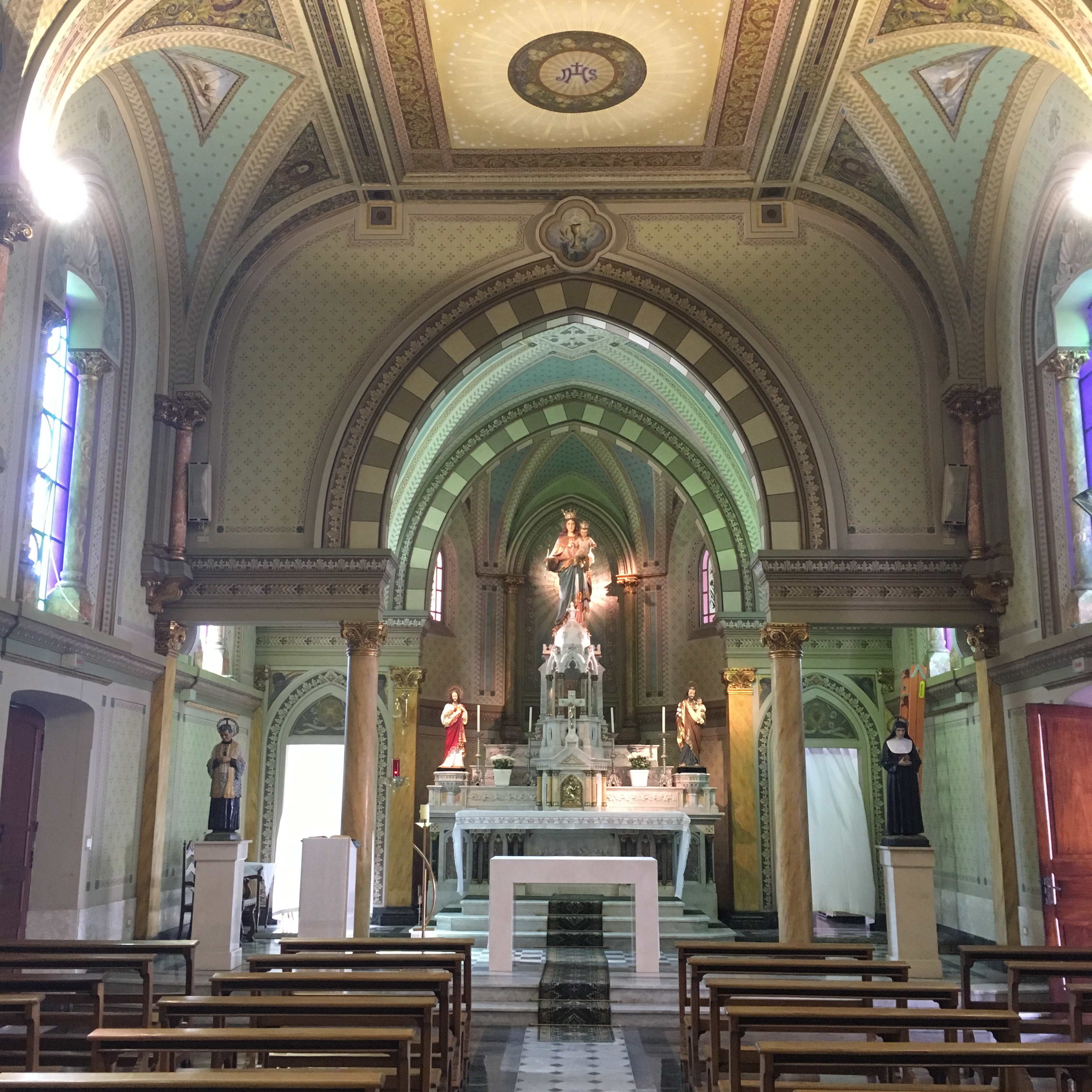
Altar da capela do colégio.

Em 1905, um terreno estrategicamente localizado no bairro do Bom Retiro foi escolhido para abrigar o primeiro centro salesiano de ensino à moças na cidade de São Paulo. Próximo ao Liceu do Sagrado Coração de Jesus e ao Mosteiro da Imaculada Conceição, um pedaço da Chácara Dulley foi adquirido pelas Filhas de Maria Auxiliadora em 07 de julho de 1905. Os filhos do inglês Charles D. Dully, antes residentes no local, fundaram ali o primeiro clube esportivo da cidade, até hoje denominado Clube Atlético Paulistano.
O nome da instituição, inicialmente, era Colégio de Nossa Senhora Auxiliadora, esta que até hoje é símbolo da escola. Com a chegada das madres no Bom Retiro em 21 de janeiro de 1907, dia de Santa Inês, o nome atribuído em seguida foi Colégio de Santa Inês. Os dormitórios da escola, que até hoje servem de moradia para as madres salesianas, a princípio também atenderam as primeiras alunas da instituição, formando um reduzido internato. 
A abrangência inicial de ensino referia-se ao jardim de infância e à educação primária. A grade também era composta do oratório festivo aos domingos, prática salesiana de inserção das crianças no ensino religioso através de atividades lúdicas, de ensino não formal. 
A partir de 1918, a escola ampliou a grade para o ensino fundamental e ensino complementar, atual ensino médio. O magistério, continuação da educação para habilitação de professores, também se consolidou naquele ano, como o primeiro particular da cidade. Foi neste mesmo ano em que meninos passaram a ser aceitos como alunos no colégio.

## Características arquitetônicas
O terreno do colégio possui área de 11.508,88 metros quadrados. A fachada da Rua Três Rios (antiga Trez Rios) possui comprimento de 84 metros; na lateral da Rua Lubavitch (antiga Corrêa dos Santos), 129 metros; aos fundos, na Rua Guarani (antiga Guarany) 98 metros; e na outra lateral, na Rua Correia de Melo (antiga Travessa Guarany), 125 metros.
O edifício, finalizado pela primeira vez em 1907, teve uma reforma estrutural em 1916. Seu projeto arquitetônico condiz com as necessidades de aplicação da pedagogia salesiana, que é bastante influenciada pelo ambiente no qual é aplicada. Para tal, em todos os projetos desenhados por salesianos que obtiveram contato direto com a Congregação, há certas características e ambientes indispensáveis. No Colégio de Santa Inês, eles são distribuídos em dois pisos:

### Térreo
- Vestíbulo
- Salas de Aula
- Capela
- Refeitório
- Cozinha
- Teatro
- Sala de Trabalho
- Sanitários

### Piso superior
- Locutório
- Salas de Aula
- Dormitórios
- Anfiteatro
- Sanitários[2]

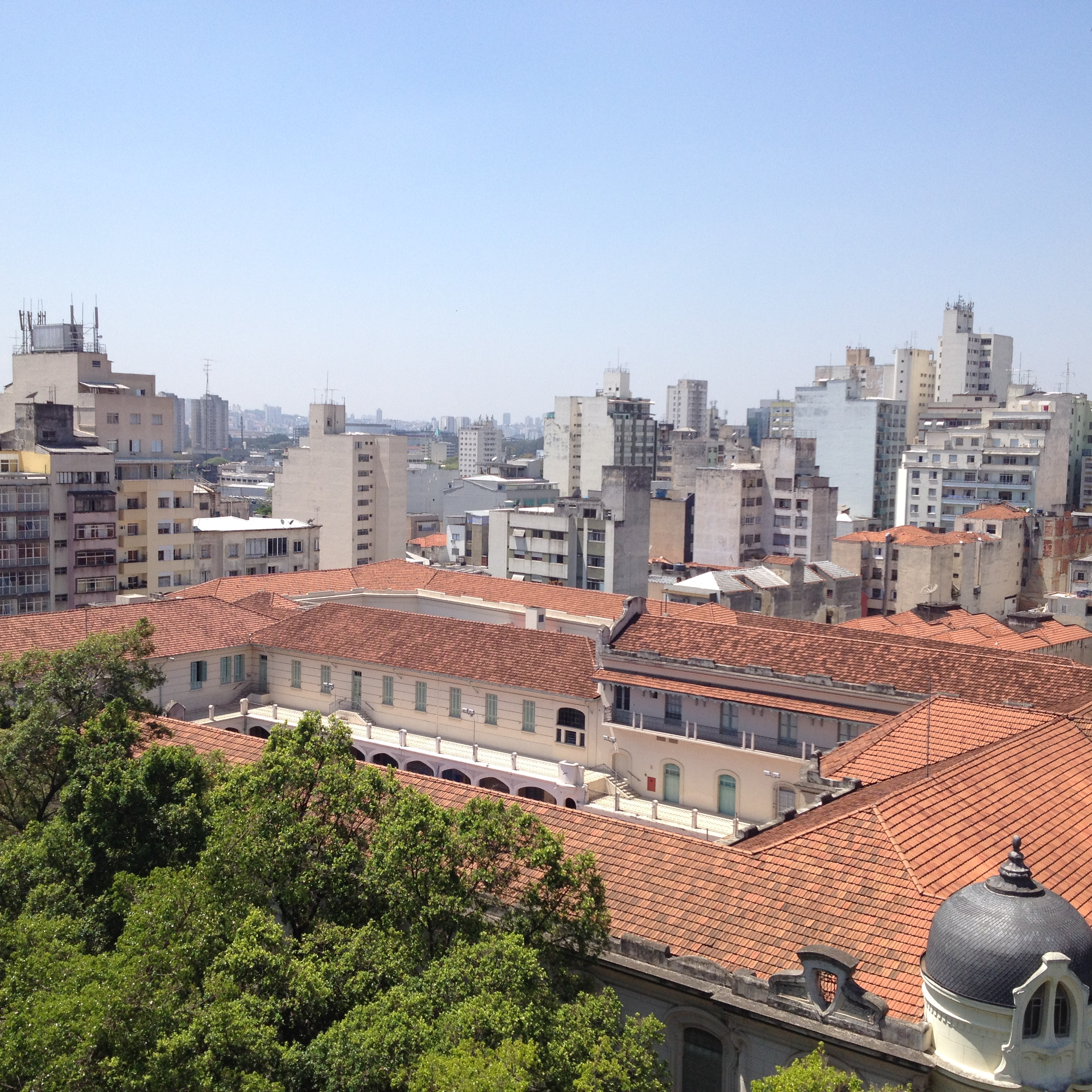
Vista aérea das dependências do Colégio.

Tal estrutura, é distribuída em um edifício em formato de "U", obtendo assim um pátio em seu interior. Este é de extrema relevância para os oratórios festivos e como centro de convivência. Os corredores que circundam o pátio dão acesso aos outros ambientes através de escadarias. Está área principal é rodeada de colunas que sustentam a estrutura do piso superior; o acesso à capela também é localizado em uma das laterais. 
O estilo Art Nouveau está presente quase em totalidade na estrutura da escola. A fachada do prédio é composta por um jardim, com uma grande porta principal de madeira e vidro, localizada abaixo de um letreiro com o nome do colégio. A estrutura acima da porta avança de maneira curvilínea. É seguida por uma escura recepção, com pé direito reduzido, ainda com piso decorrente da primeira reforma. Após esse ambiente, as dimensões já expandem-se para o tamanho regular do prédio, com amplos corredores brancos com tons de verde escuro nas portas, e uma escadaria também estilizada à época.
Vitrais com temáticas religiosas estão espalhados em diversas áreas do colégio. A capela, especificamente, possui vários destes enfileirados em uma das paredes. Também podem ser vistos nas paredes que sustentam algumas das escadarias de acesso.

## Significado histórico e cultural
O edifício do Colégio de Santa Inês é considerado uma referência para a paisagem do bairro do Bom Retiro, devido a sua dimensão e, principalmente, ao estilo arquitetônico Art Nouveau. Os antecedentes do terreno onde hoje se encontra a instituição também agregam valor ao colégio, que fica localizado na antiga Chácara Dulley, responsável por grande parte do processo de urbanização do bairro do Bom Retiro após sua venda.
Por também tratar-se de uma instituição de ensino salesiana, de extensão nacional com sua rede de escolas e igrejas, realizando um serviço para a sociedade paulistana na doutrinação e ensino da religião católica, o Colégio de Santa Inês é um prédio importante para a história e cultura de São Paulo.

### Processo de tombamento
Em 06 de dezembro de 2011, o conjunto arquitetônico do Colégio de Santa Inês foi tombado pelo Conselho Municipal de Preservação do Patrimônio Histórico, Cultural e Ambiental da Cidade de São Paulo - CONPRESP. O edifício principal, a capela, e as portas e janelas do auditório foram tombados integralmente, abrangendo as características internas e externas. Já com a proteção parcial, aplicada apenas aos elementos externos, inclui-se os materiais e estruturas das fachadas das quatro ruas ocupadas pelo complexo. O pátio central, o jardim frontal e o pátio lateral jamais deverão ser cobertos. 
A estátua de Nossa Senhora Auxiliadora, localizada no segundo piso, acima do pátio central, também foi tombada como um bem aderente ao conjunto arquitetônico.

## Proposta Pedagógica
Sendo um Colégio Católico, que segue os princípios do Sistema Preventivo de Dom Bosco e as Linhas Orientadoras da Missão Educativa das Filhas de Maria Auxiliadora (FMA), o Colégio de Santa Inês tem a missão de educar evangelizando e formar integralmente seus alunos, orientando-os para a vivência dos valores humano-cristãos. Exemplos disso é a participação social como cidadãos solidários, protagonistas da própria história e que contribuam para a construção de uma sociedade mais justa.
O Colégio de Santa Inês acredita que o acesso à educação é direito universal indispensável para o exercício da cidadania, da qual depende a possibilidade de conquistar todos os demais direitos, definidos na Constituição Federal, no Estatuto da Criança e do Adolescente (ECA), na legislação ordinária e nas demais disposições de direitos do cidadão.
Além disso, considera os significados de “educar” e do “cuidar”, em sua inseparabilidade, buscando recuperar, para a função social desse nível da educação, a sua centralidade, que é o educando, pessoa em formação na sua essência humana.

## Estado atual
O edifício principal encontra-se em adequado estado de conservação, já que ainda possui elementos decorativos originais da época de sua construção. A capela igualmente mantém-se preservada, principalmente relativo à sua decoração interna. Desde a sua inauguração, a escola nunca deixou de seguir o calendário letivo anual, expandindo cada vez mais os níveis de ensino. Atualmente, o Colégio de Santa Inês atende alunos do maternal ao ensino médio.

## Galeria

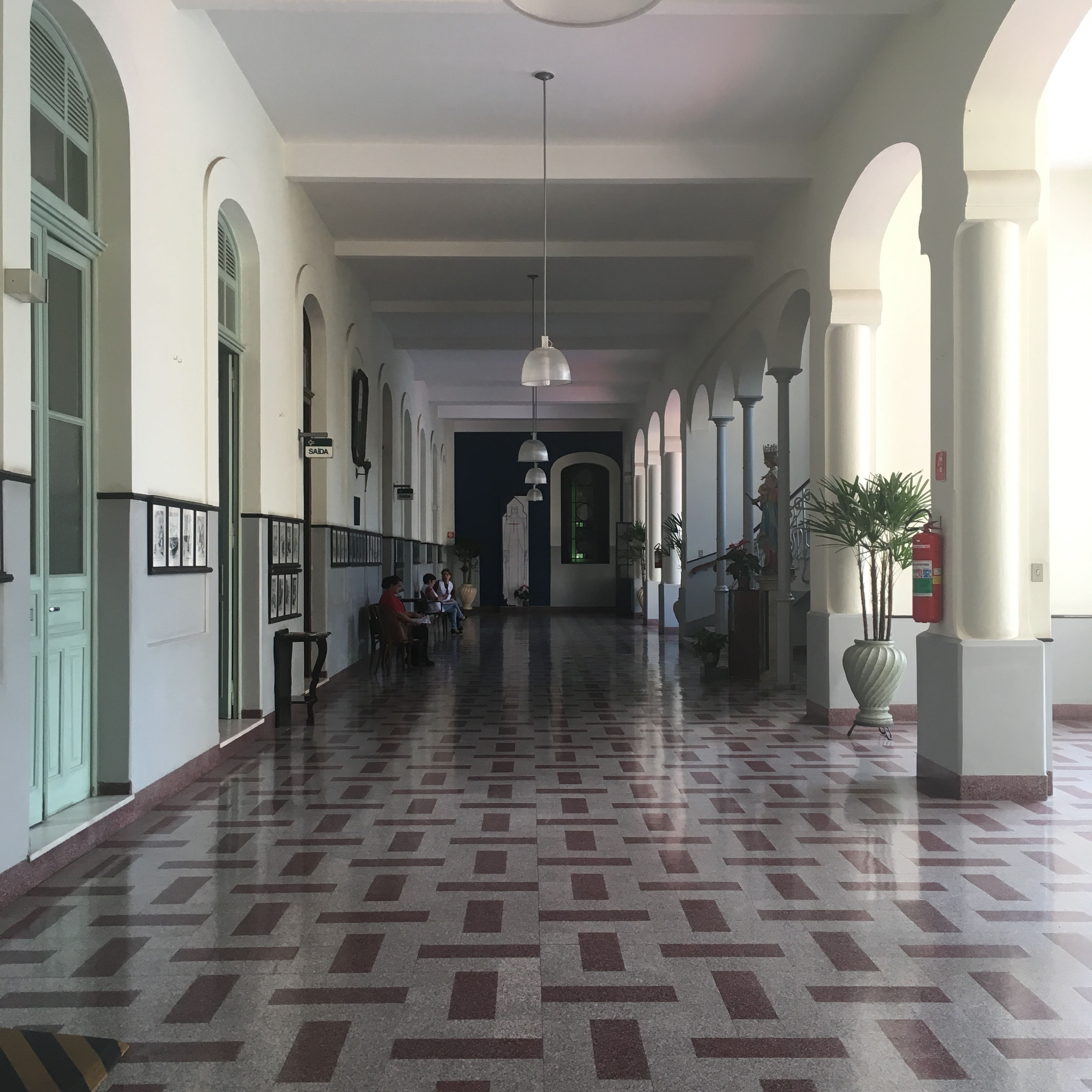
Corredor seguinte à entrada principal
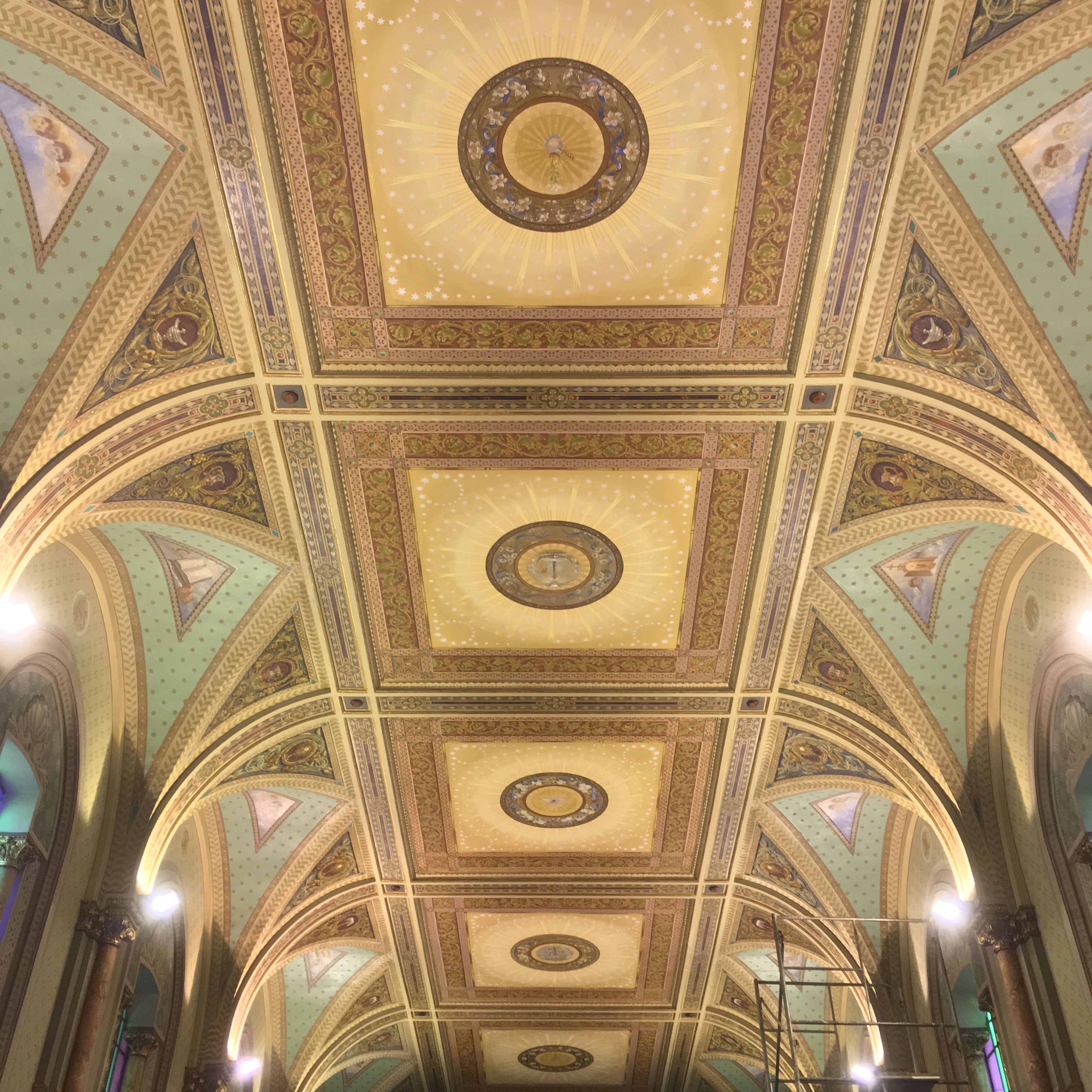
Detalhe do teto da capela
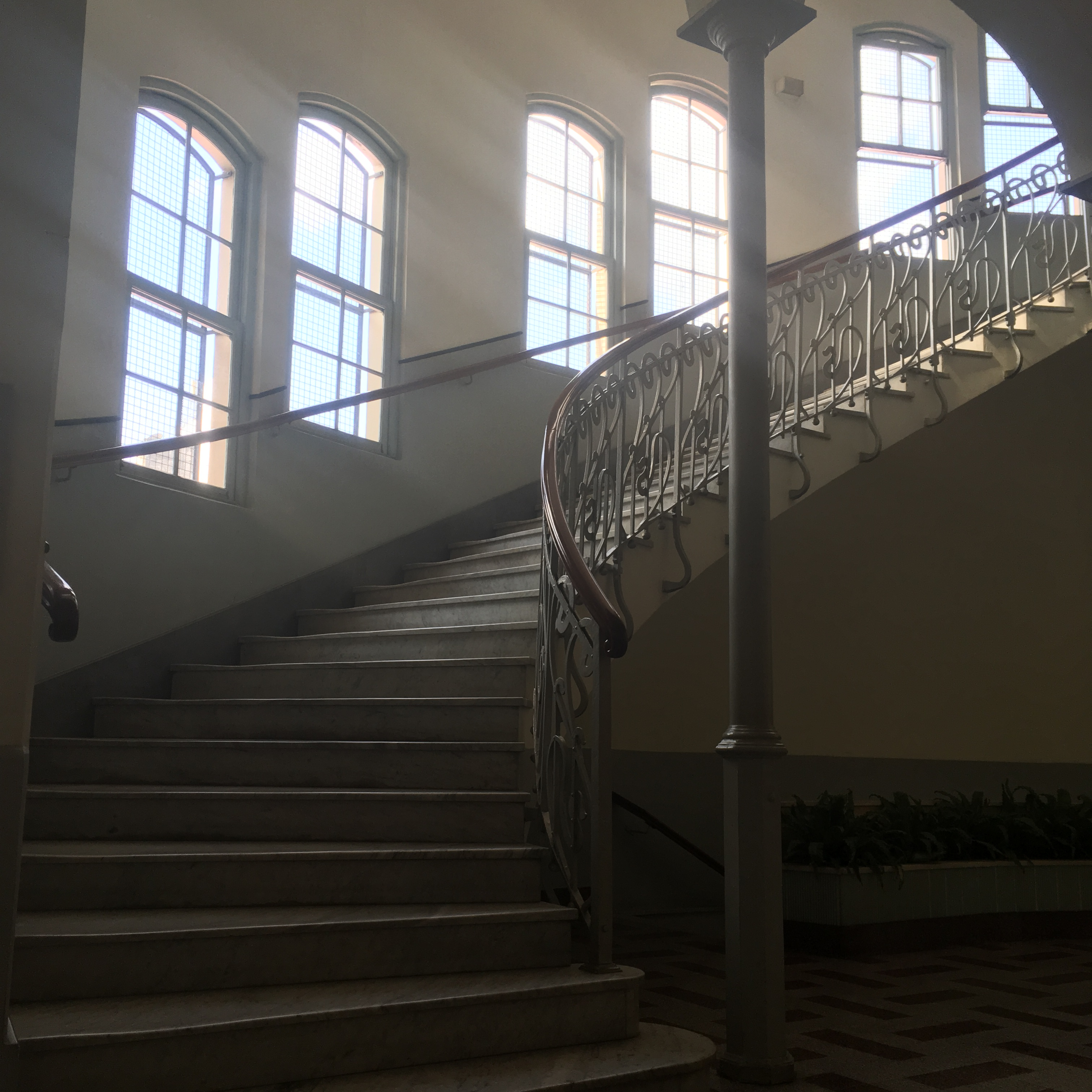
Escadaria construída em 1907
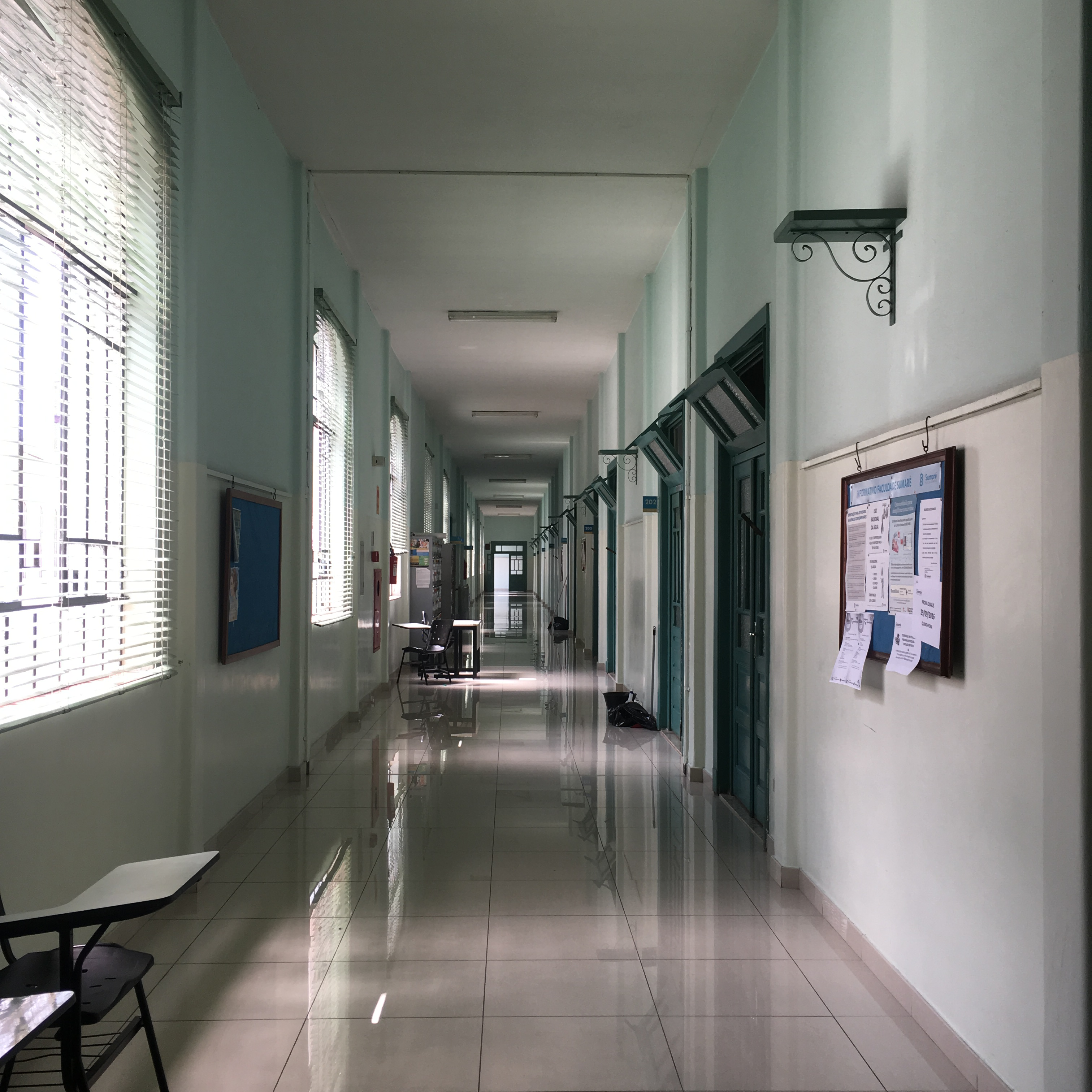
Um dos corredores de salas de aula do ensino fundamental
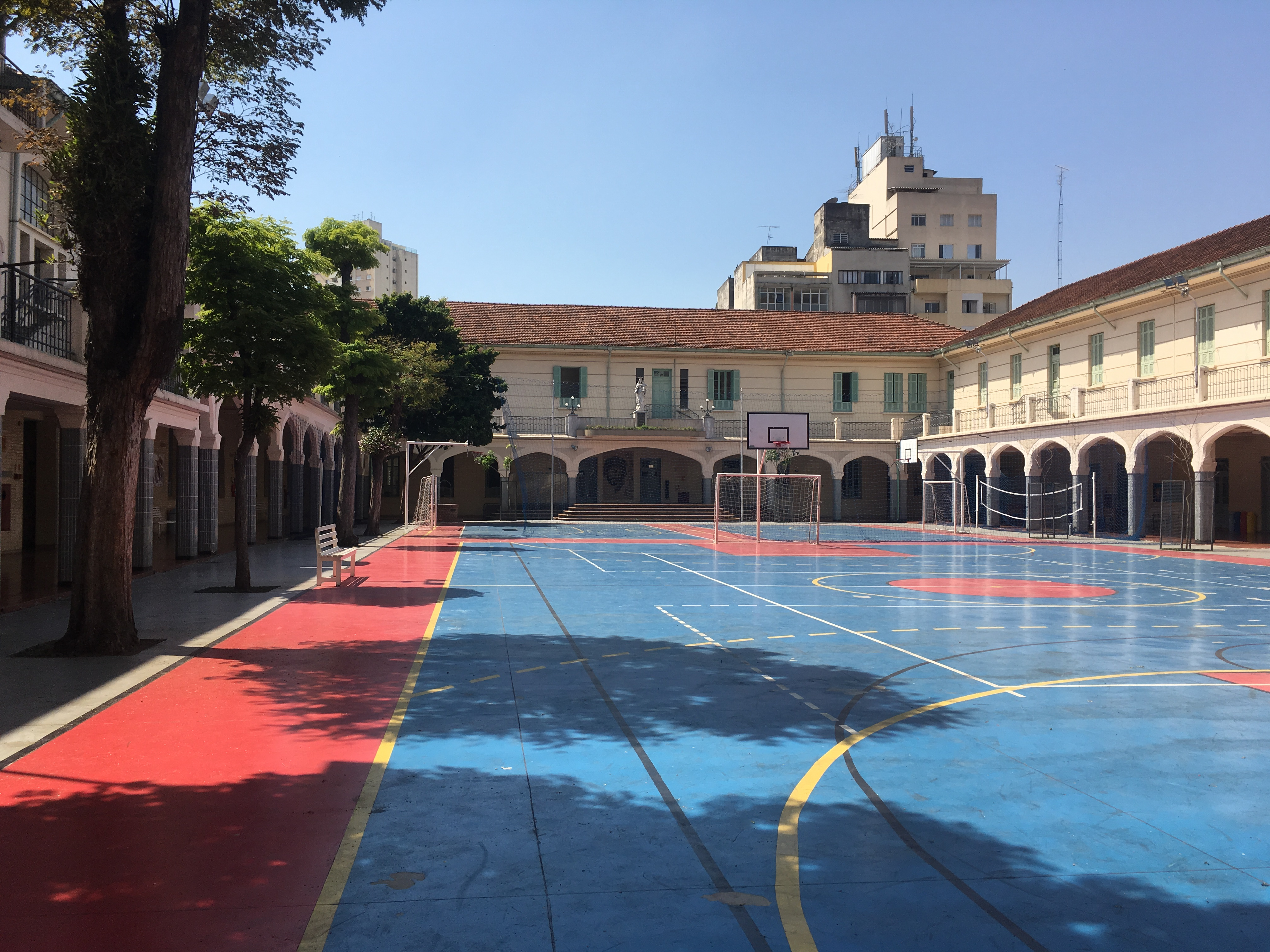
Pátio central do colégio